# Lygodactylus somalicus
Lygodactylus somalicus (сомалійський карликовий гекон) — вид геконоподібних ящірок родини геконових (Gekkonidae). Мешкає в Ефіопії, Кенії і Сомалі.

## Підвиди
Виділяють два підвиди:
- Lygodactylus somalicus battersbyi Pasteur, 1962 — північ і північний схід Кенії (на південь до Ваджира та на захід до озера Туркана), південь і схід Ефіопії, Сомалі;
- Lygodactylus somalicus somalicus Loveridge, 1935 — північний схід Сомалі.

## Поширення і екологія
Сомалійські карликові гекони живуть в сухих саванах і напівпустелях, на висоті від 200 до 1500 м над рівнем моря. Зустрічаються на деревах і чагарниках, порівняно з Lygodactylus keniensis віддають перевагу більш тонким гілкам. Активні вранці і ввечері. Територіальні. Відкладають яйця в тріщини кори, іноді разом з L. keniensis